# Měchovec psí
Měchovec psí (Ancylostoma caninum) je druh hlístic, který infikuje převážně tenké střevo psa. Infekce může přivodit asymptomatické příznaky, a ve vážnějších případech i smrt. Šanci na přežití zvyšuje zdravá výživa, vyšší věk, předchozí prodělání infekce nebo vakcinace. Dalšími hostiteli mohou být jiné masožravé šelmy, jako například vlci, lišky, kočky, a je známo i několik případů, kdy infekce propukla u člověka (ten však není definitivním hostitelem).

## Vzhled

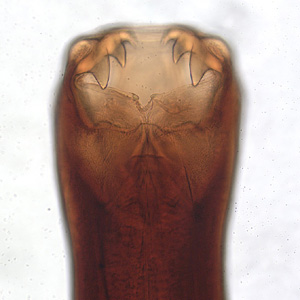
Ústní část měchovce psího

Samičky měchovce psího jsou v průměru 14-16 mm dlouhé a 0,5 mm široké. Samečci dorůstají menších velikostí, jsou 10-12 mm dlouzí a 0,36 mm širocí. Sameček je vybaven kopulační burzou, kterou během kopulace připevní k samičce 0,9 mm dlouhým spikulem, nacházejícím se na třech svalnatých paprscích. Stejně jako u jiných hlístic, postrádají spermie měchovce psího bičíky. Kopulační burza zástupců Strongylida je unikátním rysem, pomocí kterého jsou rozlišovány jejich podřády, členy podřádu nebo dokonce samotní jedinci druhu. Vulva měchovce se nachází mezi druhou a poslední třetinou těla.
Zuby měchovce psího jsou uloženy v bukální kapsuli a jsou rozděleny do třech sad. Dvě ventrální sady tvoří ekvivalent spodní čelisti. Největší zuby zde nejvíce vyčnívají do stran. Třetí sada vystupuje z dorzální strany a tvoří ekvivalent čelisti horní. Zatímco ventrální sady jsou výrazné, dorzální sada je schována hlouběji v bukální kapsuli. Měchovec psí ohýbá konec své hlavy dorzálně směrem nahoru. To v minulosti způsobovalo problémy při určování jeho orientace. Normální zbarvení je šedé. Pokud měchovec psí pozře krev, zabarví se do červena. Trávicí trubice je složena z jícnu, střeva a konečníku. Jícen je velice osvalený, a při krmení posouvá střevní mukózu do těla. Nervová vlákna začínající v jícnu a análních kruzích probíhají celým tělem a inervují smyslové orgány, včetně amphid a phasmid.
Vajíčka jsou kladena samičkou v osmi buněčném stádiu. Jsou 38-43 μM široká a mají tenké stěny.

## Rozšíření
Během fáze, kdy se měchovec psí nenachází v hostiteli, potřebuje k životu teplé a vlhké podnebné podmínky a jeho přežití ohrožuje vystavení mrazu, suchu, slunečnímu záření nebo zahřátí nad 37 °C. Proto je jeho výskyt ve většině případů omezen na mírné, subtropické a tropické pásmo. V místech s ideálními klimatických podmínkami, například na Srí Lance, jihovýchodní Asii a Malajsii, se měchovec psí stává hlavním původcem onemocnění ankylostomózy. Infekce se však objevuje i v USA a jižní Kanadě, kde měchovec přežívá ve výklencích (například v dolech).

## Životní cyklus

### Přenos přes půdní prostředí
Vajíčka jsou z hostitele vylučována ve výkalech a líhnou se během jednoho dne na vlhké a teplé půdě. Během čtvrtého nebo pátého dne se larva dvakrát svlékne, a je připravena infikovat hostitele. Nastává migrace z výkalu do okolní půdy. Existují dva způsoby infekce z půdního prostředí. První možnost je proniknutí přes kůži chlupovým folikulem nebo potními žlázami. To se děje zejména v místech mezi prsty na tlapkách, kde je kontakt s půdou nejčastější. Larvy pak migrují přes dermis kůže do krevního řečiště, kterým se dostanou do plic. Zde proniknou do plicních sklípků a odtud přes průdušnici vzhůru do ústní dutiny. Larvy jsou následně spolknuty a trávicí soustavou se dostávají do tenkého střeva. Druhý a mnohem častější způsob je spolknutí měchovce psího.

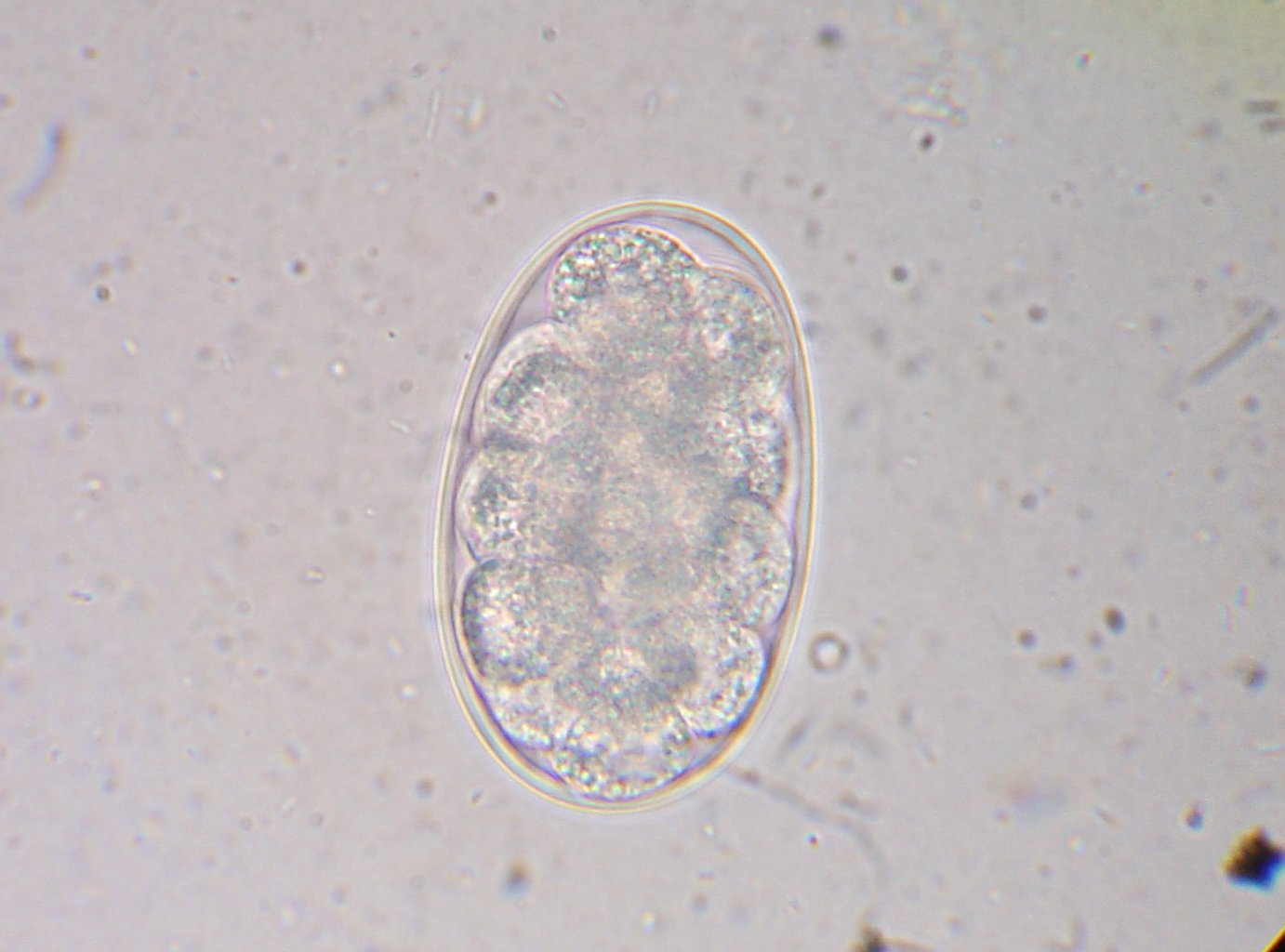
Vajíčko měchovce psího

### Vertikální přenos
Možný je také vertikální přenos mezi hostiteli. Larvy, které pronikly do těla přes kůži, mohou zůstat v krevním oběhu. V děložní tepně samičky se přes placentu dostanou do plodu a mohou tak způsobit prenatální infekci u nenarozeného jedince. Larva pak infikuje játra ještě před narozením jedince, a teprve po porodu se přesune do tenkého střeva.
Dalším způsobem přímého přenosu je nákaza přes mléčné žlázy mezi samicí a mládětem. Infekce pak probíhá běžným způsobem – po spolknutí měchovec napadá tenké střevo.. Případy nakažení nenarozených mláďat jsou velmi ojedinělé, zatímco infekce zapříčiněná přenosem z mléka je velice častá.

### Infekce u lidí
Člověk je pro měchovce nevhodným hostitelem. Může být nakažen skrz kůži, ale měchovec následně už nemůže pokračovat do krevního oběhu a do střev. Vzniká kožní onemocnění, které je způsobeno pohybem měchovce v kůži. Bez léčení může onemocnění přetrvat několik měsíců. Jediná možnost, jak se v případě napadení člověka měchovec dostane do střev, je jeho spolknutí hostitelem. Bylo zaznamenáno několik případů, ale jedná se spíše o výjimky.

## Onemocnění

### Poškození způsobená migrací do tenkého střeva
Larva měchovce psího způsobuje hostiteli zranění v místě vstupu do kůže a zanechává na povrchu ránu náchylnou k druhotné infekci. Migrace skrz kůži tak vyvolává dermatitidu. Další škody působí larvy, když opouštějí krevní oběh a vstupují do plíce. Závažnost poranění závisí na rozšíření infekce v těle. Může se jednat o kašel, ale také o zápal plic.

### Poškození způsobená ve střevech
Ve střevech se měchovec psí uchytí a živí se střevní výstelkou spolu s troškou krve, zhruba 0,1 mililitrů za den. Během jednoho dne se měchovec psí nakrmí z šesti míst. Toto poškození sliznice ohrožuje obranyschopnost organismu a může mít za následek sekundární infekci způsobenou mikroby. Měchovec využívá skupinu antikoagulačních proteinů nazývající se AcAPs (A. Caninum antikoagulační proteiny), ty inhibují několik krve koagulačních faktorů, které využívá při krmení a zabraňuje srážení krve a tím způsobuje velké krevní ztráty jedince. AcAPs patří mezí nejsilnější přírodní antikoagulanty, které existují. Jsou hlavním důvodem, proč jedinec trpí anémií a má krev ve výkalech. Největší ztráty krve jsou zaznamenány těsně před produkcí vajíček. Měchovec má v tomto období nejvyšší spotřebu potravy. Střevo je tedy nejvíce poškozováno.

## Diagnóza
Podezření na infekci měchovcem může být potvrzeno analýzou výkalů zvířete. Jsou odebrány vzorky a hledají se charakteristická oválná vajíčka s tenkou skořápkou. Ovšem ani při absenci vajíček není možné infekci zcela vyloučit. Mezi propuknutím infekce a vylučováním vajíček do výkalů může být až 5 týdenní prodleva (larvy musí být plně vyzrálé a musí se před nakladením vajíček reprodukovat). Pokud je hostitelem mládě, většinou zemře dříve, než začne vajíčka ve výkalech vylučovat. Množství vajíček ve výkalech je využíváno jako indikátor rozsahu infekce. Samička měchovce ale klade tím méně vajíček, čím více je střevo zamořené.
Příznaky, které můžeme u nakaženého hostitele sledovat, jsou letargie, ztráta váhy, slabost, drsnost srsti a bledá sliznice, indikující anémii. Dobře krmený starší pes však nemusí vykazovat žádné příznaky. Průjem je výjimečný, typické je však černé zabarvení výkalů v důsledku přítomnosti derivátu hemoglobinu.

## Prevence a kontrola
Čisté prostředí minimalizuje riziko nákazy měchovcem. Například omyvatelný beton nebo štěrk v kotcích místo běžné půdy. Feny jsou na tuto infekci většinou kontrolovány před jejich připuštěním a ke snížení šance nákazy mezi fenou a mládětem může přispět i zkrácená doba kojení. Když propukne infekce u březí feny, jsou podávány léky nejen proti nemoci samotné, ale také na snížení rizika přenosu při kojení. U psů bylo pozorováno, že s věkem se jejich rezistence proti měchovci psímu zvyšuje. Roste rychleji u samic než u samců. Plně dospělé fenky vykazují rezistenci mnohem vyšší než dospělý pes. V těle staršího hostitele trvá vývoj měchovce déle a méně jedinců dosáhne dospělosti.

### Vakcinace
Proti měchovci psímu byla vynalezena řada vakcín s rozdílným stupněm úspěšnosti. Například použití enzymu (AcCP2), který měchovec využívá při krmení je populární typ vakcinace. Při jejím podání vzniká silná protilátková odpověď, snižující množství vajíček a velikost měchovců nacházejících se v těle psa.
Jiný typ vakcinace se snaží narušit migrační schopnost měchovce psího. Využívá proteinu AcASP1, který zvýší hladinu protilátek v těle a sníží tak zátěž způsobenou infekcí. Statistiky dokazují snížení zátěže až o 79 % po podání této vakcíny. Zvířata, která byla infekci měchovcem vystavena, vykazují zvýšenou odolnost.

### Léky
Mezi léky, které se využívají proti infekci způsobené měchovcem psím patří dichlorvos, fenbendazol, flubendazol, mebendazol, lopatol, piperazin, pyrantel, milbemycin, moxidektin, dietylkarbamazin, oxibendazol a ivermektin.

## Ekonomická zátěž
Druhy zvířat, které jsou napadány měchovcem psím, nejsou využívány pro potravinářské nebo pracovní účely ve velkochovech a proto je jejich ekonomická zátěž při nákaze velice malá. 